# فلش (مجموعه تلویزیونی ۱۹۹۰)
فلش  (به انگلیسی: The Flash) یک مجموعه تلویزیونی علمی-تخیلی محصول سال ۱۹۹۰ آمریکا است که در آن جان ویسلی شیپ نقش بری آلن/فلش را ایفا میکند.

## بازیگران

### بازیگران اصلی
- جان ویسلی شیپ در نقش بری آلن/فلش ، یک دانشمند پزشکی قانونی در اداره پلیس سنترال سیتی که بعد از برخورد با مواد شیمیایی در یک آزمایشگاه ، توانایی قدرت سرعت فوق العاده ای را به دست آورد.[۲]
- آماندا پیس در نقش دکتر کریستینا "تینا" مک گی ، یک دانشمند در آزمایشگاه استار و عشق بری
- الکس دزرت در نقش جولیو مندز ، یک دانشمند اداره پلیس مرکزی سنترال سیتی و همکار و دوست نزدیک بری آلن .

### بازیگران دوره ای
- ریچارد بلزر در نقش جو کلین ، گزارشگر اخبار تلویزیون ، که به عنوان "صدای شهر" شناخته شده است.
- جیسون برنار در نقش دزموند پاول/سایه شب
- کرین برر در نقش زویی کلارک/شوخی (دوم)
- ریچارد بورگی در نقش کورتیس بوهانان/سایه شب مرگبار
- دیوید کسیدی در نقش سام اسکادر / ارباب آینه
- مایکل کمبل در نقش لئونارد وینترز/کاپیتان کلد
- جفری کمبس در نقش جیمی اسواین ، رئیس اوباش که کاپیتان سرما را برای از بین بردن دشمنان خود استخدام کرد.
- دنیس کرازبی در نقش دکتر ربکا فراست ، یک روانشناس متخصص در روانکاوی که نقابی شرورانه ولی مانند فلش میزند.
- ویتو دامبروزیو به عنوان افسر تونی دم ، افسر گشت پلیس سنترال سیتی و شریک مورفی
- مایک جنووسی به عنوان ستوان وارن گارفیلد ، ستوان پلیس سنترال سیتی و سرپرست جولیو و بری
- مارک همیل در نقش جیمز مونتگومری جسی / شیاد
- جویس هایسر در نقش مگان لاکهارت/شوخی (اول)
- پائولا مارشال در نقش آیریس وست ، یک هنرمند گرافیک کامپیوتر که با بری آلن پس از صاعقه خوردن ، بدون اینکه از تبدیل شدن او به فلش خبر داشته باشد ، قرار می گذاشت.
- دیک میلر در نقش فوسنایت ، خبرچین پلیس
- بیل مامی در نقش راجر برینتری ، دانشمند عجیب و غریب اما نابغه که یک دستگاه صوتی اختراع کرده که قادر افراد را به یک خواب عمیق ببرد.
- مایکل نادر در نقش نیکلاس پایک ، افسر گشت سابق و بی آبروی سنترال سیتی
- آنتونی استارک در نقش روح
- لوئیس نتلتون در نقش بل کراکر/روح مونث
- پریسیلا پوینتر در نقش نورا الن ، مادر بری و جی آلن ؛ داوطلبی در یک پناهگاه مادران مجرد .
- گلوریا روبن در نقش سابرینا ، دوست دختر جولیو
- جری راین در نقش فلسیا کین ، یک بیوه پولدار ثروتمند
- رابرت شاین در نقش رج ، فروشنده دکه روزنامه فروشی
- تیم تامرسوندر نقش جی آلن ، برادر بزرگتر بری آلن و رئیس پلیس سنترال سیتی ، بخش گشت موتور سیکلت
- ماریکو تس در نقش لیندا پارک ، دوست دختر سابق بری
- ام امت والش در نقش هنری آلن ، گروهبان بازنشسته پلیس سنترال سیتی ، پدر بری و جی آلن
- جاناتان برندیس در نقش تری کوهن
- برایان کرانستون در نقش فیلیپ موسس
- مارک داکاسیوس در نقش اوساکو
- رابرت اورایلی در نقش در نقش ویکتور کلسو
- اسون-اوله تورسن در نقش قاتل آندروید امگا

## نکات جالب
- جان ویسلی شیپ ، بازیگر نقش بری آلن ؛ در سریال فلش محصول سال ۲۰۱۴ نقش هنری آلن ، پدر بری را ایفا میکند.
- آماندا پایس ، در سریال فلش محصول ۲۰۱۴ نیز نقش دکتر کریستینا "تینا" مک گی ، صاحب آزمایشگاه مرکوری و رقیب آزمایشگاه استار را ایفا کرده است.
- برعکس سریال فلش ۲۰۱۴ و کلیدی بودن شخصیت آیریس وست ، این کاراکتر تنها در یک اپیزود سریال حضور داشته است.
- در مجموعه تلویزیونی فلش ۱۹۹۰ ، دیوید کسیدی در نقش ارباب آینه و در فلش ۲۰۱۴ ، دخترش کیتی کسیدی در نقش قناری سیاه ایفای نقش میکند.
- برای جان ویسلی شیپ چهار لباس فلش ساخته شده و هزینه ای معادل ۱۰۰،۰۰۰ دلار داشته است.[۳]